# Epicorsia chicalis
Epicorsia chicalis là một loài bướm đêm trong họ Crambidae.